# Wikelman Carmona
Wikelman José Carmona Torres (ur. 24 lutego 2003 w Guárico) – wenezuelski piłkarz występujący na pozycji ofensywnego pomocnika lub skrzydłowego, od 2021 roku zawodnik amerykańskiego New York Red Bulls.